# Kazimierz Krawczyk (1883–1967)
Kazimierz Krawczyk pseud. Czarny (ur. 20 lutego 1883 w Pyszkowie, zm. 13 kwietnia 1967 w Łodzi) – polski działacz socjalistyczny i komunistyczny.
Skończył 2 klasy szkoły podstawowej i pracował w fabryce włókienniczej w Zduńskiej Woli, gdzie w 1905 wstąpił do PPS. Początkowo był łącznikiem, a od 1906 członkiem bojówki PPS. Aresztowany i na 13 miesięcy uwięziony w Sieradzu za udział w zamachu na funkcjonariusza policji Łukjanowicza. Skazany na 4 lata zesłania do Kraju Angarskiego na Syberii, skąd po 1,5 roku zbiegł, wrócił do Łodzi i pracował w fabryce wyrobów wełnianych. Działacz PPS-Lewicy, organizator strajku w swojej fabryce. W kwietniu 1907 agitował robotników do udziału w demonstracji pierwszomajowej, 1 V zorganizował pochód, za co został aresztowany, ponownie uwięziony w Sieradzu i 27 czerwca 1908 rozkazem ministra spraw wewnętrznych Rosji zesłany na 4 lata do Kraju Turuchańskiego na Syberii pod nadzór policji. 
5 marca 1913 zwolniony z nadzoru i odesłany do Łodzi, nadal działał w PPS-Lewicy, zorganizował tzw. marsz głodowy, podczas którego został raniony w nogę. 1914–1917 mieszkał w rodzinnej wsi, potem wrócił do Łodzi i został kontrolerem biletów tramwajowych. Od grudnia 1918 działacz KPRP/KPP. Współorganizator i od 1919 członek zarządu Związku Zawodowego Pracowników Tramwajowych w Łodzi. W 1927 wybrany przewodniczącym zarządu łódzkiego oddziału Związku Zawodowego Pracowników Samorządu Terytorialnego i Instytucji Użyteczności Publicznej w Polsce. 
W 1928 zwolniony z pracy, przyjęty z powrotem w wyniku solidarnego strajku tramwajarzy. Kandydat na posła z listy Jedności Robotniczo-Chłopskiej w wyborach parlamentarnych w 1928. Sekretarz komórki KPP w oddziale ruchu tramwajów miejskich. 23 czerwca 1931 aresztowany i na 6 miesięcy uwięziony za działalność komunistyczną. Kierował przygotowaniami do strajku i samym strajkiem tramwajarzy w 1932, za co 19 stycznia 1932 został ponownie aresztowany i uwięziony (na 7 miesięcy) i zwolniony z pracy. 15 lipca 1935 ponownie uwięziony na kilka miesięcy.  Działał w KPP do jej likwidacji w 1938. W 1939 wysiedlony przez Niemców z Łodzi, przeniósł się do wsi Sczyrzyce w powiecie limanowskim, potem do Wiśniowej w powiecie myślenickim, w końcu do Dobrzyc k. Krakowa, gdzie działał w BCh. 
W styczniu 1945 wstąpił do PPR i na polecenie sztabu jednostki Armii Czerwonej utworzył w Dobrzycach Komitet Obywatelski i zorganizował milicję. Do Łodzi wrócił 17 III 1945 i został przewodniczącym Związku Zawodowego Pracowników Instytucji Użyteczności Publicznej, Samorządowych i Taryfowych (funkcję pełnił przez dwie kadencje). Od 1948 kierownik Wydziału Gospodarczego przy MPK, od 1950 na emeryturze. Działacz PPR/PZPR w dzielnicy Śródmieście Lewa w Łodzi. 
Był odznaczony Krzyżem Niepodległości i Krzyżem Komandorskim Orderu Odrodzenia Polski.